# Jilicuatla
Jilicuatla är en ort i Mexiko.   Den ligger i kommunen Zontecomatlán de López y Fuentes och delstaten Veracruz, i den sydöstra delen av landet, 170 km nordost om huvudstaden Mexico City. Jilicuatla ligger 418 meter över havet och antalet invånare är 126.
Terrängen runt Jilicuatla är huvudsakligen kuperad. Jilicuatla ligger nere i en dal. Runt Jilicuatla är det ganska tätbefolkat, med 80 invånare per kvadratkilometer. Närmaste större samhälle är Xochiatipan de Castillo, 6,8 km norr om Jilicuatla. I omgivningarna runt Jilicuatla växer huvudsakligen savannskog.